# Internationale Grüne Woche Berlin

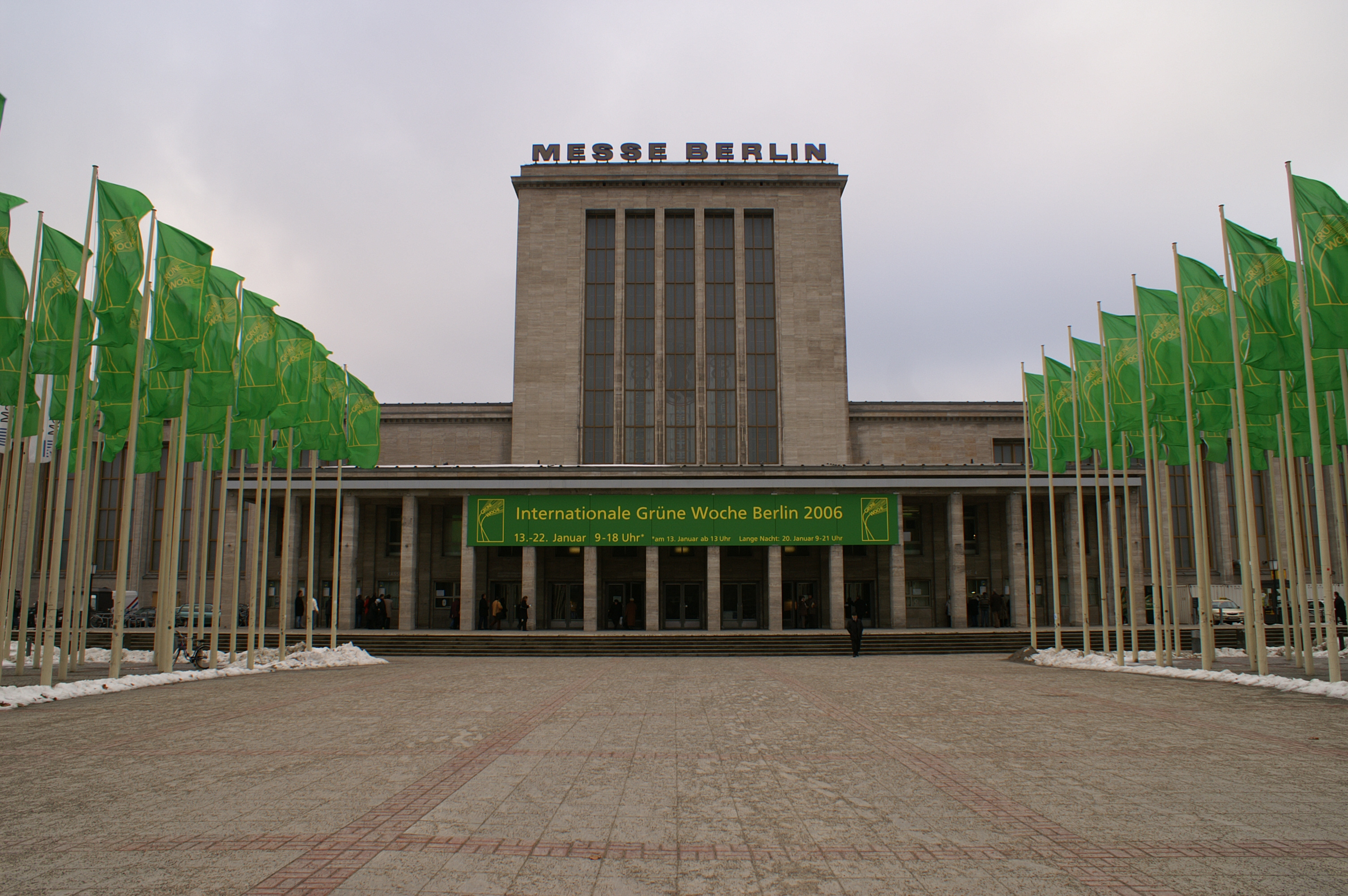
Brány veletrhu IGW

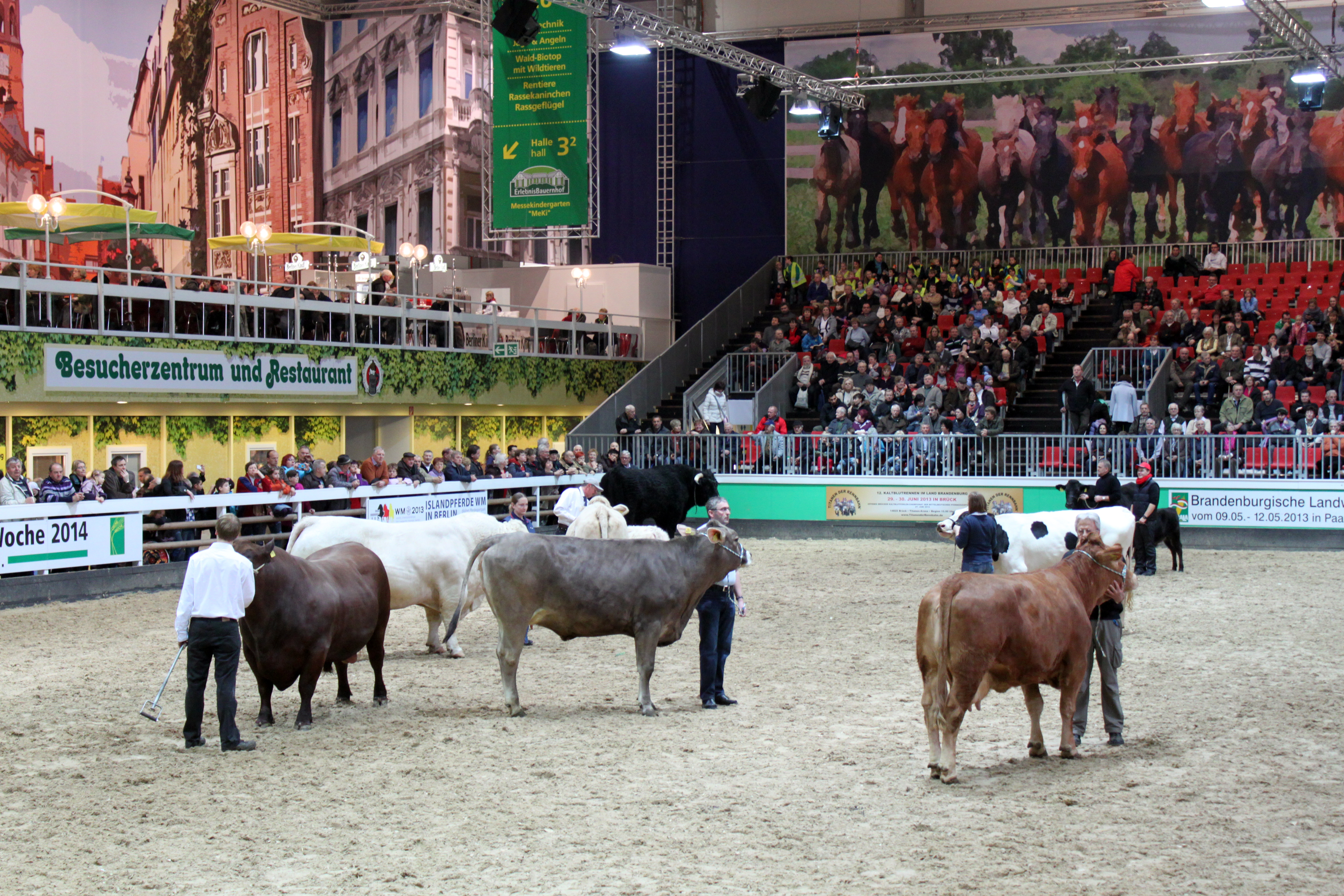
Výstava skotu na IGW

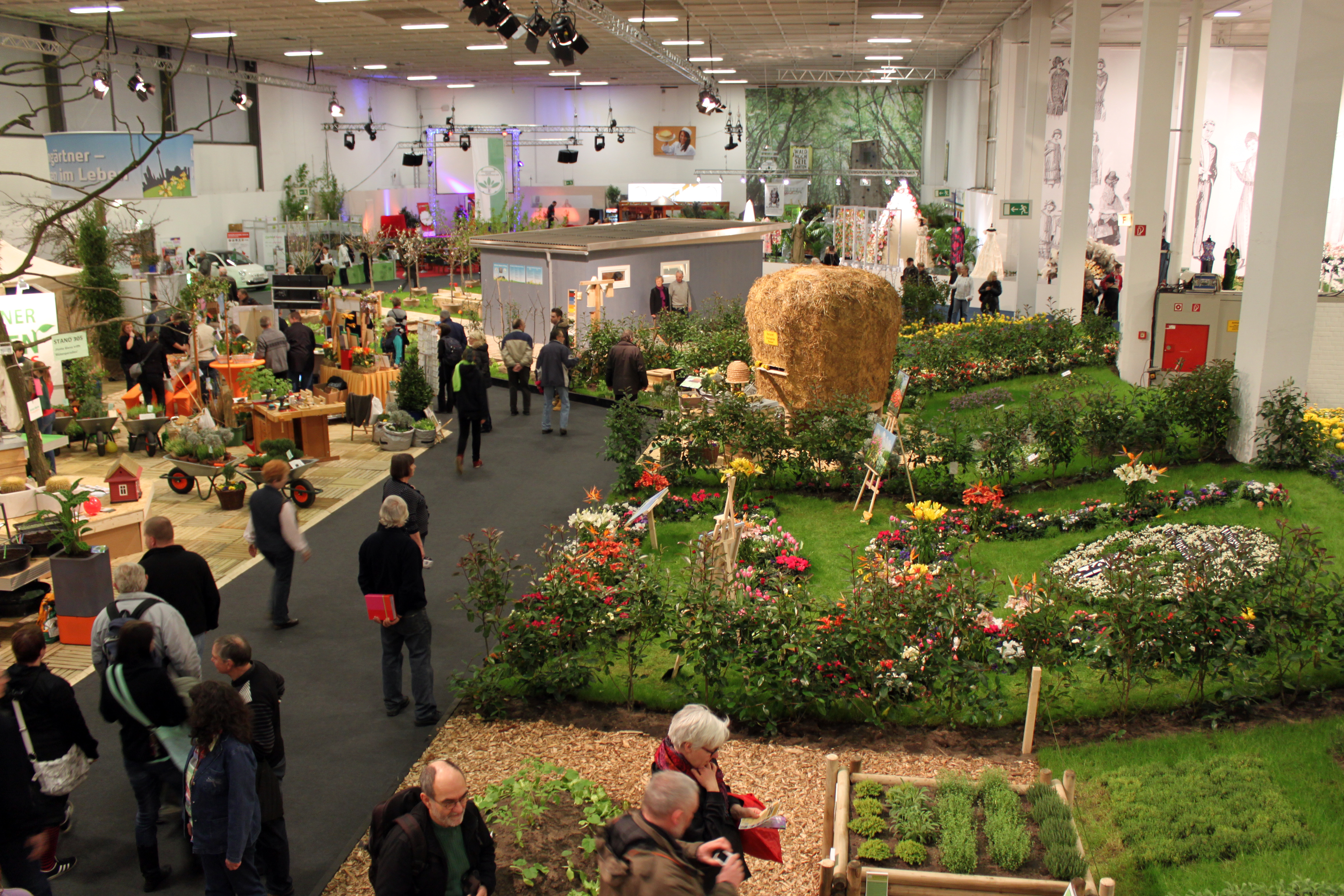
Pohled do haly IGW

Veletrh Internationale Grüne Woche Berlin, česky Mezinárodní zelený týden Berlín, často zkráceně nazývaný IGW, je mezinárodní veletrh, který se koná v Berlíně. Veletrh je zaměřený na zemědělské produkty (v širokém slova smyslu), prezentují se zde výrobci a obchodníci z celého světa. Veletrh je přístupný nejen pro odborné návštěvníky, ale i laickou veřejnost. Jedná se o nejdůležitější veletrh v oblastech potravinářství, zemědělství a zahradnictví. Veletrh se koná pravidelně vždy na začátku roku na výstavišti v Berlíně. V roce 2016 veletrh navštívilo přibližně 400 000 návštěvníků.